# ヴェッシェンボイレン
ヴェッシェンボイレン (ドイツ語: Wäschenbeuren) は、ドイツ連邦共和国バーデン＝ヴュルテンベルク州シュトゥットガルト行政管区のゲッピンゲン郡に属す町村（以下、本項では便宜上「町」と記述する）である。この町は、レギオン・シュトゥットガルト（シュトゥットガルト地域、1992年まではレギオン・ミットレラー・ネッカー）およびシュトゥットガルト欧州大都市圏辺縁部に含まれる。

## 地理

### 位置
ヴェッシェンボイレンは、郡庁所在地ゲッピンゲンから北に約 10 km の、シュールヴァルト（森）東端に面したシュヴェービシェ・アルプ東部の麓のやや起伏のある高台に位置している。この高台は北はレムスタールへの切れ込みから始まり、南はいわゆるレー山地の麓まで達する。シュヴェービシェ・アルプを代表する山であるホーエンシュタウフェン山は、町域の南東角にそびえている。ここが高度 521 m の町内最高地点である。北西の町境はマールバッハ川上流の谷の森を通っている。この川はゲッピンゲンの市区部でフィルス川に注ぐ。東の町境はボイテンバッハ川が北のレムス川に向かって流れる谷の森を通っている。首邑の東をクレッテンバッハ川が流れており、平らな土地を南西に流れ、ビレンバッハの南でマールバッハ川に注いでいる。

### 隣接する市町村
この町は、北はロルヒ、北東は（短い区間だけ）シュヴェービッシュ・グミュント（ともにオストアルプ郡）、東と南は郡庁所在地ゲッピンゲン、南西はビレンバッハ、北西はベルトリンゲン（以上の3市町村はゲッピンゲン郡）と境を接している。

### 自治体の構成
ヴェッシェンボイレンには、首邑のヴェッシェンボイレン、小集落クレッテンホーフ、リンデンブロン、ヴェッシャーホーフ、ボイテンミューレ農場、ハウス・シュッツェンホーフ（ビレンバッハにも属す）、ハウス・ツィーゲルヒュッテと、廃集落ホルツヴァイラーが含まれる。

### 土地利用
| 用途                 | 面積 (ha) | 占有率 (%) |
| -------------------- | --------- | ---------- |
| 住宅地               | 68        | 5.2        |
| 商工業地             | 11        | 0.8        |
| レクリエーション用地 | 8         | 0.6        |
| その他市街地         | 21        | 1.6        |
| 交通用地             | 76        | 5.8        |
| 農業用地             | 735       | 56.7       |
| 森林                 | 364       | 28.1       |
| 水域                 | 3         | 0.2        |
| その他               | 9         | 0.7        |
| 合計                 | 1295      | 100        |

2022年現在の州統計局のデータに基づく。

## 歴史

### 中世
ヴェッシェンボイレンは、1271年に Buron として初めて文献に記録されている。ここでロルヒ修道院とコンラート・デア・ヴァッシャーという騎士との間で紛争があったことが記されている。コンラートは、「ホーフグート・イン・ブロン」（ブロンの所領）の領有権を承認することと引き換えに、ヴェルツハイムの森の領有を放棄した。この騎士の名前は、おそらくヴェルツハイムのヴァッシュバッハに由来しており、ヴェッシャーブルク城の名の由来となった。この集落は、常にこの城の支配下にあり、おそらく9世紀から11世紀に成立した。その後ヴェッシャー家は断絶し、城と集落はシュタウフェンエック家を経由して、1328年頃にレヒベルク＝シュタウフェンエック家のものとなった。

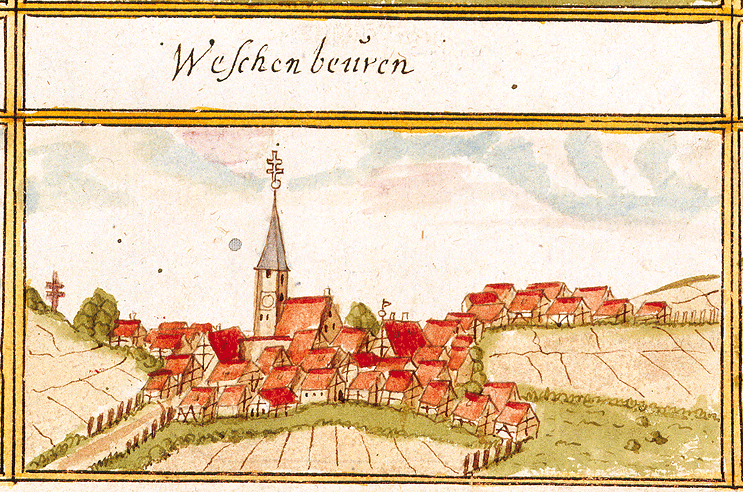
1685年にアンドレアス・キーザーの森林簿に描かれたヴェッシェンボイレン

### 近世以後
1601年、ハプスブルク家はレーエン主として、1599年に断絶したレヒベルク＝シュタウフェンエック家の城と村を、帝国財務責任者ツァハリアス・ガイツコフラーと帝国宮内法院官僚ウルリヒスキルヒェン男爵バルトロメウス・ペッツに半分ずつ与えた。バルトロメウス・ペッツの所有部分は1612年にシラー・フォン・ヘルデルン家、1648年にトゥルン・ウント・タクシス伯（後に侯）に移った。1662年にガイツコフラー家が断絶し、その所有部分はフライベルク＝アイゼンベルク男爵家に移された。
ヴェッシェンボイレンは1806年にヴュルテンベルク王国領となり、当初はオーバーアムト・ゲッピンゲンに編入されたが、1810年にオーバーアムト・ヴェルツハイムに移された。ヴュルテンベルク王国は1857年に、それまでオーストリアの所有に留まっていた城館をも獲得した。
ナチ時代のヴュルテンベルクの郡域再編により、1938年にヴェッシェンボイレンはゲッピンゲン郡の一部となった。
この町は、第二次世界大戦終結間際の1945年4月19日に空爆を受け、町の2/3が破壊された。
1945年から1952年までこの町は、アメリカ占領地区に1945年に創設されたヴュルテンベルク＝バーデン州に属した。この州は1952年に現在のバーデン＝ヴュルテンベルク州に再編された。

## 住民

### 人口推移
出典: 1970年以降のデータは、バーデン＝ヴュルテンベルク州統計局のデータによる。
| 時点           | 人口（人） |
| -------------- | ---------- |
| 1837年         | 1,243      |
| 1907年         | 1,469      |
| 1939年05月17日 | 1,764      |
| 1950年09月13日 | 1,988      |
| 1970年05月27日 | 2,584      |
| 1983年12月31日 | 2,738      |
| 1987年05月25日 | 2,808      |
| 1991年12月31日 | 3,338      |
| 1995年12月31日 | 3,579      |
| 2005年12月31日 | 3,952      |
| 2010年12月31日 | 3,976      |
| 2015年12月31日 | 3,909      |
| 2020年12月31日 | 3,971      |

### 宗教
ヴェッシェンボイレンは宗教改革後もカトリックに留まった。主に第二次世界大戦後になって初めて福音主義の住民が現れた。この町は、これに属す小集落ボイテンミューレ、リンデンブロン、シュッツェンホーフ、ヴェッシャーホーフ、ツィーゲルヒュッテとともにロルヒの福音主義教会に属した。これらの信者は、1974年にゲッピンゲン教会管区に新設されたレヒベルクハウゼン福音主義教会に属すこととなった。1990年代に固有の教区と集会所が建設された後、福音主義教会は2018年1月1日にレヒベルクハウゼンから離れ、新たにアム・ホーエンシュタウフェン福音主義教会と連携した。ヴェッシェンボイレン福音主義集会所は2008年に拡張され、マルティン＝ルター教会と改名された。

## 行政

### 議会
ヴェッシェンボイレンの町議会は12議席からなる。町議会は、これらの選出された名誉職の議員と議長を務める町長で構成されている。町長は町議会において投票権を有している。

### 首長
カール・フェーゼンマイアーが1982年から町長を務めている。彼は、1990年、1998年、2006年、2014年に再選された。

### 紋章
図柄: 背景は銀の斜め帯で赤地と緑地に二分割。金のテーブルの奥に銀の頭巾を被り、黒い服を着た女性（Wäscherin = 洗濯女）が建っている。その左手はテーブルの上で銀の亜麻布を押さえ、振りかぶった右手には金の木槌が握られている。左（向かって右）の足元には楕円形の金の洗い桶が横たえられている。
1491年4月14日にマクシミリアン1世王により村長と村の裁判所に与えられた紋章認可状は1945年4月19日の爆撃で焼失した。しかし1942年にシュヴェービッシュ・グミュントのアロイス・レッテンマイアーによって写された忠実な写本が遺されている。
この地口の紋章は古くからあり、印章での使用が許可されていたにもかかわらず、印章としては1930年の町長印で初めて使用された。
赤 - 白の旗は1958年2月14日に内務省に認可された。

## 経済と社会資本

### 交通
ヴェッシェンボイレンは、連邦道297号ゲッピンゲン - ロルヒ線沿いに位置している。何本かのバス路線が近隣市町村との間を結んでいる。
- 931番 ゲッピンゲン - バルテンバッハ - レヒベルクハウゼン - ビレンバッハ - ヴェッシェンボイレン - シュヴェービッシュ・グミュント
- 931番 ゲッピンゲン - バルテンバッハ - レヒベルクハウゼン - ビレンバッハ - ヴェッシェンボイレン - マイティス
- 932番 ゲッピンゲン - ファウルンダウ - レヒベルクハウゼン - ビレンバッハ - ヴェッシャーホーフ、 - マイティス - レングリンゲン - シュヴェービッシュ・グミュント

ゲッピンゲン乗り合いバス会社のバスは、5時から23時までの間、1時間に1本の間隔でゲッピンゲンとの間を往来するが、ラッシュ時には増便される。ロルヒおよびシュヴェービッシュ・グミュント方面はこれよりも本数が少ない。
鉄道は、ゲッピンゲン駅を介してフィルスタール鉄道シュトゥットガルト - ウルム線に、ロルヒまたはロルヒ＝ヴァルトハウゼンでレムス鉄道シュトゥットガルト - アーレン線に接続する。「ヨーゼフレ」として親しまれていた旧ホーエンシュタウフェン鉄道シュヴェービッシュ・グミュント - ゲッピンゲン線は1984年に廃線となった。

### 教育
ヴェッシェンボイレンには、作業実科課程を併設した基礎課程・本課程学校シュタウファーシューレがある。上級の学校は、レヒベルクハウゼンに実科学校、ゲッピンゲンとロルヒにギムナジウムがある。これらの学校へは公共交通機関の便が良い。

### その他の公共施設
- 町の中心部に2006年に完成した町の介護施設がある。ハウス・リンデンホーフ財団がその運営母体である。この施設は、1938年から1946年までの幼少期に旧校舎に住んでいた枢機卿ヴァルター・カスパー（ドイツ語版、英語版）にちなんで名付けられている[14]。
- カトリック教会の近くにカトリック・ユーゲント・ヴェッシェンボイレンの建物がある。この施設は町の若者の集会所となっており、映画上映や祝祭が開催される。
- 2002年に完成し、シュタウファーシューレに隣接する町民ホールは町の公民館である。
- 町立図書館は、新築された町役場庁舎の1階と2階にある[15]。

## 文化と見所

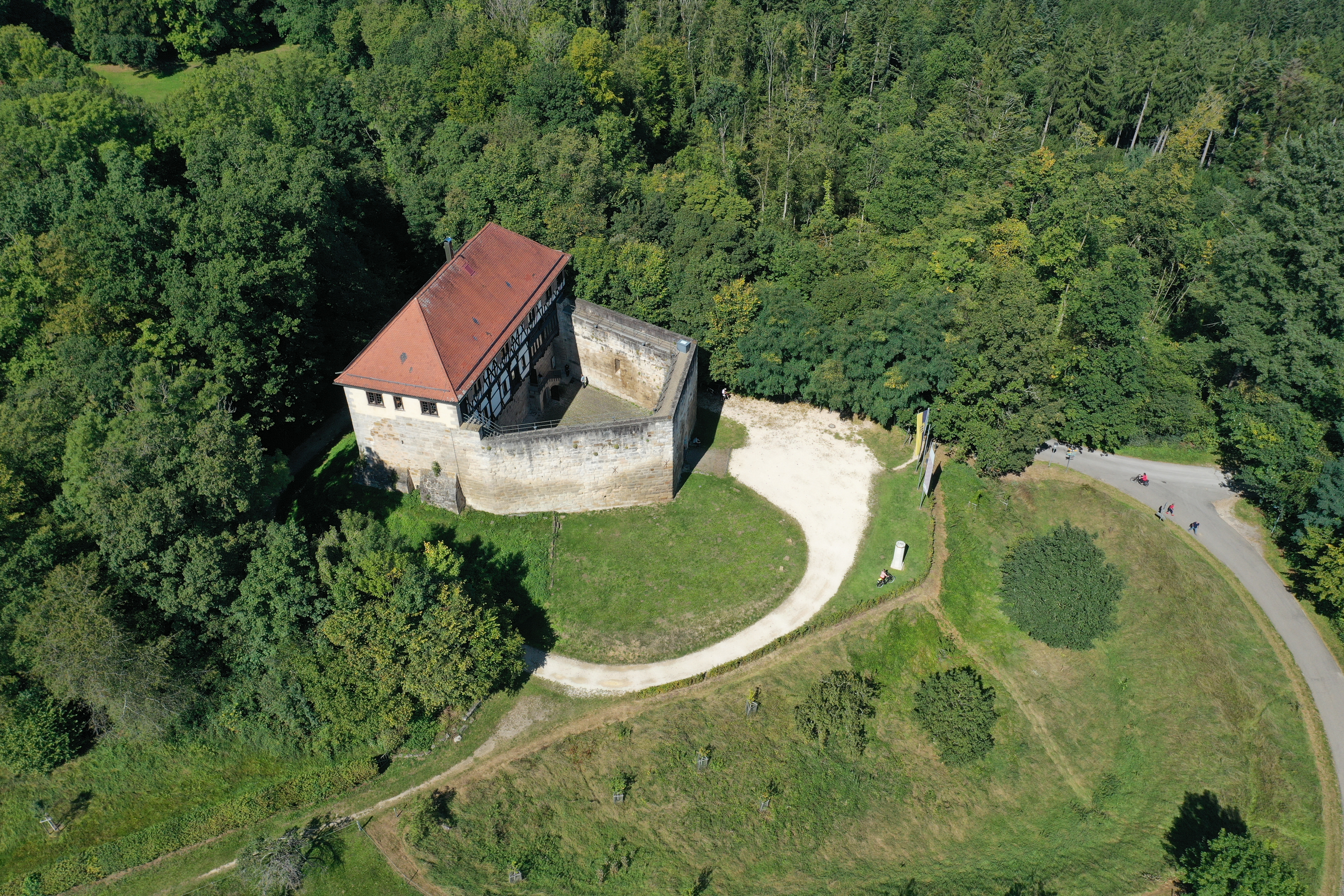
ヴェッシャーシュロス城

### 博物館
ヴェッシャーシュロス城はヴェッシャーホーフ地区にあり、シュタウフェンの歴史をテーマとしたコレクションを収蔵している。

### 遊歩道

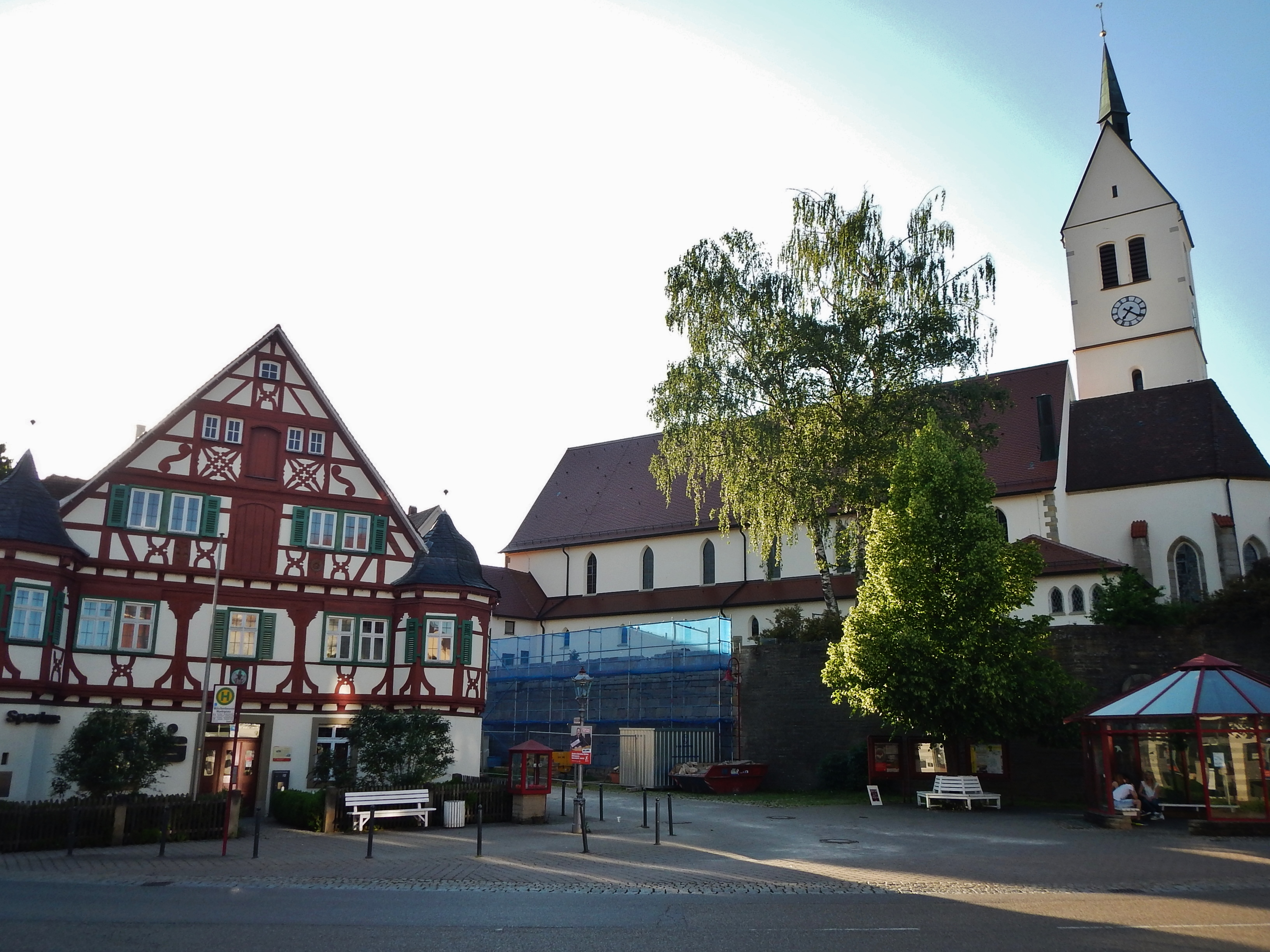
アムトハウス（左）とカトリック教会（右）

長さ11.5 km の周回路シュタウファー＝ルンデがヴェッシェンボイレンの町域の広い部分を通っており、ドイツ・ヴァンダーインスティテュートによりプレミアムヴェーク（上質な遊歩道）に格付けられている。

### 建築
ヴェッシャーシュロス城の他、興味深い本堂をもつカトリック教会とアムトハウス（旧役所）、それに現在は幼稚園として利用されている旧幼稚園が一見の価値がある。
町の北部の「ブレン」に、中世盛期にはおそらくシュタウフェン家の城であったブレン城の城跡がある。

### クラブ・団体
シュヴェービシェ・アルプ協会のヴェッシェンボイレン支部は2002年にアイヒェンドルフ章を受賞した。

### トリビア
ヴェッシェンボイレンは、シュヴォーバロック（シュヴァーベン方言によるロック音楽）のグラハムジーコフの作品「Ratzariader Schenkelbatscher」で Wäschabeura（ヴェシャボイラ）と歌われている。

## 人物

### 出身者
- ヨハネス・フォン・クーン（1806年 - 1887年）カトリック神学者
- マンフレート・ヴェルナー（1934年 - 1994年）政治家。連邦国防大臣、北大西洋条約機構 (NATO) 事務総長を歴任した。1973年からヴェッシャーホーフ地区に住み、1994年に名誉町民となった。

## 関連図書
- Hartwig Zürn (1959). “Ausgrabungen auf dem „Burren“ bei Wäschenbeuren (Kr. Göppingen)”. Fundberichte Schwaben N. F. 15:  110–115.
- Josef Kleinknecht (1979). Heimatbuch Wäschenbeuren
- Peter Schührer (1986). Beuremer Leaba, Wäschenbeurener Bilder- und Geschichtsbuch
- Peter Schührer (2001). Leut ond Häuser, Wäschenbeurener Bilder- und Geschichtsbuch
- Rudolf Moser, ed (1845). “Wäschenbeuren”. Beschreibung des Oberamts Welzheim. Die Württembergischen Oberamtsbeschreibungen 1824–1886. Band 22. Stuttgart / Tübingen: Cotta’sche Verlagsbuchhandlung. pp. 245–267